# Ергюнал Себахтин
Ергюнал Себахтин (болг. Ергюнал Себахтин; 2000) — болгарський боксер, призер чемпіонатів Європи.

## Аматорська кар'єра
На чемпіонаті Європи 2022 завоював срібну медаль.
- У чвертьфіналі переміг Рікі Несбіта (Ірландія) — 5-0
- У півфіналі переміг Леонардо Еспозіто (Італія) — 5-0
- У фіналі програв Сахілу Алахвердові (Грузія) — 1-4

На чемпіонаті світу 2023 переміг двох суперників, а у чвертьфіналі програв Сахілу Алахвердові (Грузія).
На чемпіонаті Європи 2024 завоював бронзову медаль.
- У чвертьфіналі переміг Хасана Малікова (Азербайджан) — 5-0
- У півфіналі програв Едмонду Худояну (Росія) — 1-4

У травні 2024 року на другому кваліфікаційному турнірі на Олімпійські ігри 2024 програв у першому бою Хутайфі Ішаіш (Йорданія).